# Александра ТВ
Александра ТВ е бивш български телевизионен канал.

## История
Телевизията стартира излъчване на 1 август 1999 година и е достъпен в мрежите на кабелните оператори като филмов канал. През 2006 година каналът става собственост на компанията Диема Вижън и профилът на канала е променен изцяло към семейната аудитория. На 3 юли 2006 Александра ТВ е преименувана на Diema Family.